# ISDB
통합 디지털 방송 서비스(ISDB - Integrated Services Digital Broadcasting)은 일본에서 독자 개발한 디지털 텔레비전(DTV) 및 디지털 오디오 방송(DAB)의 동아시아형 표준 방식이다.

## 개요
ISDB는 ARIB에서 관리한다. ISDB 표준에 대한 문서는 DiBEG 웹사이트와 ARIB에서 무료로 구할 수 있다.
ISDB 의 핵심은 ISDB-S(위성 방송), ISDB-T(지상파), ISDB-C(케이블) 과 2.6 GHz 대역 이동 방송(mobile broadcasting)으로 모두 MPEG-2 표준의 비디오와 오디오 부호화와 전송 스트림을 기반으로 하며 고선명 텔레비전(HDTV)도 수신할 수 있다. ISDB-T 와 ISDB-Tsb는 TV 대역 내에서 이동 수신을 위한 것이다. 1seg는 ISDB-T 서비스 중 하나로 휴대폰, 노트북 컴퓨터, 차량 등에서의 수신을 위한 것이다.

## ISDB-T를 사용하는 지역
디지털 지상파 텔레비전 방송 시스템. ISDB를 사용하는 국가는 초록 빛깔을 띠고 있다.

### 아시아
- 일본
- 필리핀
- 타이
- 몰디브

### 남아메리카
- 브라질
- 페루
- 아르헨티나
- 칠레
- 베네수엘라
- 에콰도르
- 코스타리카
- 파라과이
- 볼리비아
- 벨리즈
- 니카라과
- 과테말라
- 우루과이

### 아프리카
- 보츠와나

## 같이 보기
- 디지털 텔레비전
- 디지털 멀티미디어 방송
- 디지털 비디오 방송